# Psychedelic Sexfunk Live from Heaven
Psychedelic Sexfunk Live from Heaven - album wideo Red Hot Chili Peppers wydany w 1990 roku.

## Spis utworów
1. "Stone Cold Bush"
2. "Star Spangled Banner"
3. "Good Time Boys"
4. "Sexy Mexican Maid"
5. "Magic Johnson"
6. "Pretty Little Ditty"
7. "Knock Me Down"
8. "Special Secret Song Inside" (a.k.a. "Party On Your Pussy")"
9. "Subway To Venus"
10. "Nevermind"